# Anund Jakub
Anund Jakub (ur. około 25 lipca 1008 lub 1010, zm. 1051) – król Szwecji od 1021 lub 1022. Prawnuk Mieszka I
Był synem Olofa Skötkonunga i jego żony Estridy (Astrydy), księżniczki obodrzyckiej. Po śmierci ojca został królem Szwecji. W trakcie swego panowania utracił część Norwegii ale utrzymał niezależność od króla Danii i Anglii Kanuta.
Był dwukrotnie żonaty. Z pierwszego małżeństwa miał córkę Gydę, żonę duńskiego króla Swena II Estridsena.